# Taxa d'absorció específica

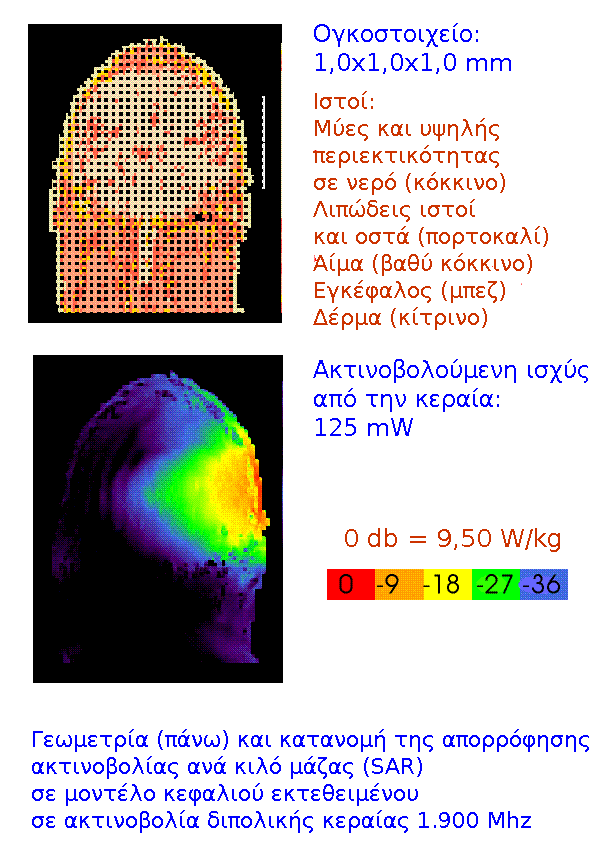
Fig.1 Exemple de diagrama SAR d'un telèfon mòbil en un cap humà

Taxa d'absorció específica (acrònim anglès SAR Specific absorption rate) és una mesura de la quantitat d'energia absorbida pel cos humà quan està exposat a camps electromagnètics de radiofreqüència. També pot fer referència a altres formes d'energia com per exemple ultrasons. La SAR és definida com a energia per unitats de massa (W/Kg).

## Fórmula de càlcul
La SAR per energia electromagnètica es pot calcular mitjançant el camp elèctric dintre del teixit biològic :
{\displaystyle {\text{SAR}}={\frac {1}{V}}\int _{\textrm {mostra-teixit}}{\frac {\sigma (\mathbf {r} )|\mathbf {E} (\mathbf {r} )|^{2}}{\rho (\mathbf {r} )}}d\mathbf {r} }
on :
{\displaystyle \sigma } és la conductivitat elèctrica de la mostra de teixit biològic.
{\displaystyle E} és la mitja quadràtica del camp elèctric.
{\displaystyle \rho } és la densitat de la mostra.
{\displaystyle V} és el volum de la mostra .
SAR es mesura en ones de freqüència entre 100 kHz i 10 GHz.

## Mesura
Les font d'energia més usuals són els telèfons mòbils i els aparells d'Imatgeria per ressonància magnètica (MRI) :

### Telèfon mòbil
Diferents organismes tècnics han definits valors màxims de SAR admisibles :
| País | Organisme | SAR màxim | Teixit mostra |
| ---- | --------- | --------- | ------------- |
| EUA  | FCC       | 1,6 W/Kg  | 1 gr          |
| CEE  | CENELEC   | 2 W/kg    | 10 gr         |

### Scàner d'imatge per ressonància magnètica (MRI)
Segons la normativa IEC 60601-2-33:2010 :
| SAR de cos enter          | SAR de parts del cos                                                          | SAR del cap                                                                   | SAR local (a)                                                                 | SAR local (a)                                                                 | SAR local (a)                                                                 |                                                                               |
| ------------------------- | ----------------------------------------------------------------------------- | ----------------------------------------------------------------------------- | ----------------------------------------------------------------------------- | ----------------------------------------------------------------------------- | ----------------------------------------------------------------------------- | ----------------------------------------------------------------------------- |
| Regió del cos →           | Cos enter                                                                     | Part del cos exposada                                                         | cap                                                                           | cap                                                                           | tronc                                                                         | extremitats                                                                   |
| Operating Mode operatiu ↓ | (W/kg)                                                                        | (W/kg)                                                                        | (W/kg)                                                                        | (W/kg)                                                                        | (W/kg)                                                                        | (W/kg)                                                                        |
| Normal                    | 2                                                                             | 2–10 (b)                                                                      | 3.2                                                                           | 10 (c)                                                                        | 10                                                                            | 2                                                                             |
| Control de Primer nivell  | 4                                                                             | 4–10 (b)                                                                      | 3.2                                                                           | 20 (c)                                                                        | 20                                                                            | 40                                                                            |
| Control de Segon nivell   | >4                                                                            | >(4–10) (b)                                                                   | >3.2                                                                          | >20 (c)                                                                       | >20                                                                           | >40                                                                           |
| SAR de curta durada       | El límit SAR durant 10 segons no pot excedir dos cops els valors de la taula. | El límit SAR durant 10 segons no pot excedir dos cops els valors de la taula. | El límit SAR durant 10 segons no pot excedir dos cops els valors de la taula. | El límit SAR durant 10 segons no pot excedir dos cops els valors de la taula. | El límit SAR durant 10 segons no pot excedir dos cops els valors de la taula. | El límit SAR durant 10 segons no pot excedir dos cops els valors de la taula. |

Nota: Temps per a efectuar mitges de 6 minuts
(a) La SAR local es determina en una massa de 10 gr.
(b) El límit amb referència amb la relació "massa del pacient exposada / massa del pacient":
Mode d'operació normal : SAR de cos parcial = 10 W/kg – (8 W/kg * massa del pacient exposada / massa del pacient)
Mode Control de Primer nivell : SAR de cos parcial = 10 W/kg – (6 W/kg * massa del pacient exposada / massa del pacient)
(c) En casos on hi ha una bobina RF localitzada, cal tenir cura que l'increment de temperatura no superi 1 °C.